# Gleneagles Hotel

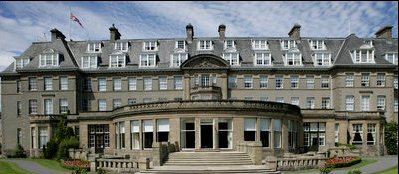
Gleneagles Hotel

Das Gleneagles Hotel ist ein 5-Sterne-Luxushotel in der Nähe der schottischen Ortschaft Auchterarder. Es wurde im Jahr 1924 eröffnet und wurde als Austragungsort großer internationaler Konferenzen und verschiedener Golfturniere bekannt. Es zählt zu den Leading Hotels of the World und befindet sich in Besitz des Diageo-Getränkekonzerns. Es liegt rund 70 Kilometer außerhalb von Edinburgh und ist von dort in rund einer Stunde mit dem Auto zu erreichen.
Im September 2014 war das Hotel Gastgeber des 40. Ryder Cups.

## Geschichte
Die Planungen zum Bau des Hotels und der dazugehörigen Golfplätze wurden 1910 von Donald Matheson, dem General Manager der schottischen Bahngesellschaft Caledonian Railway, entwickelt. Bedingt durch den Ausbruch des Ersten Weltkriegs musste der bereits begonnene Bau 1914 jedoch zunächst eingestellt werden. Die Golfplätze konnten schließlich 1919 eröffnet werden, der Bau des Hotels wurde jedoch erst 1922 wieder aufgenommen. Als das Hotel 1924 eröffnet wurde, war es nunmehr im Besitz der London, Midland and Scottish Railway (LMS), in der die Caledonian Railway 1923 aufgegangen war. Zur Eröffnung, die von der BBC per Radio übertragen wurde, spielte die Band von Henry Hall, der in den Folgejahren in vielen Hotels der LMS auftrat. Während des Zweiten Weltkriegs wurde das Hotel als Lazarett genutzt und nahm erst 1947 wieder den Gästebetrieb auf. Ein Jahr später ging die LMS 1948 mit der Verstaatlichung des britischen Eisenbahnnetzes in der neuen Staatsbahn British Railways auf. Die Hotels der LMS kamen in den Besitz der British Transport Commission, der Dachorganisation für alle 1948 verstaatlichten Transportunternehmen. Bis 1981 blieb das Hotel im Staatsbesitz. Das G8-Gipfeltreffen 2005 fand vom 6. bis 8. Juli 2005 in dem Hotel statt.

## Infrastruktur
Das Hotel verfügt über 4 Restaurants, 250 Zimmer und 25 Suiten, gleichfalls besteht die Möglichkeit den Aufenthalt in Cottages zu verbringen. Neben den Golfplätzen stehen den Gästen unter anderem ein Spa, mehrere Tennisplätze, eine Schieß- und eine Reitanlage zur Verfügung.

## Auszeichnungen
Das Hotel wurde in der Vergangenheit mehrfach ausgezeichnet, u. a.:
- 5 Red AA Stars[3] (since 1986)
- Conde Nast Gold List 2009 – Best Hotel in the World for Facilities[4]
- Scotland’s leading resort at the World Travel Awards 2008[5]

## Internationale Konferenzen
- 1977 Konferenz der Commonwealth-Staaten; Unterzeichnung der Gleneagles-Vereinbarung
- 2005 31. G8-Gipfel

## Golf
Das Hotel verfügt mit dem PGA Centenary-, dem King’s- und dem Queen’s Course über drei 18-Loch-Golfplätze. Zusätzlich gibt es eine Golf-Akademie mit einem 9-Loch-Par-3-Platz (Wee Course).

### Golfhistorie
Gleneagles gilt auch als die Wiege des Rydercups. Im Jahre 1921 wurde hier im Vorfeld der British Open in St. Andrews ein erster unverbindlicher Mannschaftsvergleich zwischen amerikanischen und britischen Golfern ausgetragen. Der Anlass etablierte sich in den folgenden Jahren und wurde dann ab 1927 offiziell als Ryder Cup ausgerichtet.

### PGA Centenary Course
Der 1980 als Glendevan Course eröffnete Platz wurde 1993 von Jack Nicklaus im „Risk&Reward“-Design umgestaltet und als Monarch Course wieder eröffnet. Anlässlich des 100-jährigen Bestehens der britischen PGA wurde er im Jahre 2001 zum PGA Centenary Course umgetauft. Der Platz ist von den Championship-Abschlägen mit 7262 Yards/6640 m vermessen und war im September 2014 Austragungsort des Ryder Cups.

### Golfturniere
Die Plätze von Gleneagles sind seit ihrer Gründung regelmäßig Austragungsort bedeutender Golfturniere.
- Curtis Cup 1936
- Women’s British Open 1957
- Scottish Open von 1987 bis 1994
- McDonald’s WPGA Championship of Europe von 1996 bis 1999
- Johnnie Walker Championship at Gleneagles ab 1999
- Ryder Cup 2014
- Solheim Cup 2019